# Colectiv (film)
Colectiv este un film documentar din 2019 regizat de Alexander Nanau. Acesta urmărește o investigație a unor jurnaliști de la Gazeta Sporturilor despre corupția din sistemul de sănătate românesc care a cauzat dezastrul de la clubul Colectiv.
Filmul a avut premiera mondială la Festivalul de Film de la Veneția, la 4 septembrie 2019. A fost lansat în România la 28 februarie 2020 și la 20 noiembrie 2020 în alte țări, inclusiv în Marea Britanie și SUA. A primit aprecieri de la critici, precum și premii, inclusiv de la Premiile Academiei Europene de Film și Societatea Națională a Criticilor de Film. La 15 martie 2021 a fost nominalizat la categoriile Cel mai bun film străin și Cel mai bun film documentar la cea de-a 93-a ediție a Premiilor Oscar.

## Distincții
Filmul Colectiv a câștigat în 2020 Premiul Academiei Europene de Film la categoria „cel mai bun documentar”. În 2021 a fost desemnat cel mai bun documentar la Critics’ Circle Film Awards (Premiile Cercului Criticilor de Film din Londra). Pelicula a fost desemnată propunerea României la premiile Oscar 2021, la categoria „cel mai bun lungmetraj internațional” și la categoria „cel mai bun documentar”. La 15 martie 2021 a fost nominalizat de către Academia Americană. Este pentru prima dată când un film românesc este nominalizat la premiile Oscar. În iunie 2021 filmul a câștigat Premiul LUX al Parlamentului European.